# Ганоцкий, Василий Леонтьевич
Ганоцкий Василий Леонтьевич (5 октября 1951, Красноперекопский район, Крымская область — 8 мая 2023, Харьков) — советский и украинский художник-живописец, Заслуженный деятель искусств Украины (1998), Народный художник Украины (2008), Действительный член (член-корреспондент) Национальной академии искусств Украины (2017). Профессор живописи (2000), член Национального союза художников Украины (1983).

## Биография
Родился 5 октября 1951 года в селе Суворово Красноперекопского района, Крымской области. Получил среднее специальное художественное образование в 1969—1971 годах в Крымском художественном училище им. Н. С. Самокиша , специальность «Изобразительное искусство». В 1979 году окончил Харьковский художественно-промышленный институт, где учился у народного художника Украины А. М. Константинопольского, Заслуженного деятеля искусств Украины А. В. Вяткина.
Высшее художественное образование получил в Харьковском художественно-промышленном институте, где его педагогами были такие последователи реалистической школы живописи, как народный художник Украины профессор А. М. Константинопольский, заслуженные деятели искусств Украины профессора Е. П. Егоров, А. В. Вяткин, В. Я. Лозовой, В. Н. Чаус. После окончания института его приглашают на должность ассистента преподавателя кафедры рисунка, а позже назначают старшим преподавателем на кафедру живописи, которую в настоящее время он возглавляет, является профессором Харьковской государственной академии дизайна и искусств.
С 1980 года молодой художник активно участвует в различных Всесоюзных, республиканских выставках. За одну из работ на тему подвига советского народа в Великую Отечественную войну, посвященную своему отцу «После боя», был награждён Грамотой Президиума Верховного Совета УССР. В 1983 году он становится членом Национального союза художников Украины. Полотна Василия Ганоцкого с успехом экспонировались на всеукраинских, зарубежных и международных выставках. Многие его произведения являются собственностью Министерства культуры Украины, Дирекции выставок Национального союза художников Украины, а также было приобретено музеями, галереями и коллекционерами разных стран.
В жанровом репертуаре художника — натюрморт, пейзаж, портрет. В частности, им создана целая галерея образов исторических фигур и известных современников.
Умер 8 мая 2023 года.

## Награды и премии
Участник многих областных, всеукраинских, международных художественных выставок; лауреат (2001, 2002, 2003) и дипломант (2007) областного конкурса «Высшая школа Харьковщины — лучшие имена». Лауреат регионального рейтинг-проекта «Харьковчанин века» в номинации «Деятели науки, культуры и искусства» (2001) Национальной имиджевой программы «Лидеры XXI века»; лауреат творческой премии в области изобразительного искусства за создание высокохудожественных произведений в области живописи от Харьковской городской администрации (2006).
Почетная грамота за весомый личный вклад в развитие изобразительного искусства, высокий профессионализм от управления культуры Харьковской облгосадминистрации (2004., 2005).
Почетная грамота за добросовестный труд, весомые достижения в педагогической и научной деятельности от Председателя Харьковской облгосадминистрации (2006).
Почетный диплом и золотая медаль Национальной академии искусств Украины (2011, 2016).

## Коллекции
- Дирекция выставок Национального союза художников Украины, г. Киев, Украина
- Галерея «Возрождение», г. Москва, Россия
- Картинная галерея., г. Красноград, Украина
- Краеведческий музей, г. Черкассы, Украина
- НПК Банк, Галерея современного искусства, г. Харьков, , Украина
- Министерство культуры Украины, г. Киев, Украина
- Открытое акционерное общество «Харьковский машиностроительный завод» Свет шахтера ", г. Харьков, Украина
- Харьковский художественный музей, г.. Харьков, Украина
- Чугуевский художественно-мемориальный музей им. И. Е. Репина., г. Чугуев, Украина
- Пархомовский историко-художественный музей, Украина
- Национальная юридическая академия им. Ярослава Мудрого, г. Харьков, Украина
- Музей современного изобразительного искусства Украины, г. Киев, Украина
- ДП Национальный культурно-художественный и музейный комплекс «Мистецький Арсенал», г. Киев, Украина.
- Частные коллекции Украины, России, Франции, Монако, Италии, Израиля, Австралии, Канады, Польши, Чехии, Словении, США, Великобритании, Германии, Китая, Таиланда, Швейцарии.

### Список основных работ художника
- — После боя, х.м. 216х140, 1985
- — Послевоенная весна, пх.м. 160х170, 1987
- — Автопортрет, х.м. 90х80, 1981
- — Портрет художника Юсова Ф. С., х.м. 80х60, 1984
- — Вечерний звон, х.м. 60х70, 1985
- — Наташа, х.м. 100х80, 1986
- — Канун Нового года, х.м. 100х80, 1987
- — Отображение, х.м. 75х60, 1988
- — Портрет студентки, х.м.. 100х80, 1988
- — Печальная женщина, х.м. 90х70, 1989
- — Портрет художника В. П. Шаламова, к. м. 80х60, 1989
- — Автопортрет, к.м.. 50х40, 1990
- — Утро, х.м.., 100х80, 1991
- — Портрет заслуженного деятеля искусств Украины Винтаева Ю. М., х.м.., 90х110, 1993.
- — Весеннее настроение, х.м. 80х110,
- — Портрет Ярослава Мудрого, х.м. 95х70, 1995
- — За чтением, х.м. 100х80, 1996
- — Женщина в красном, х.м. 100х120, 1997
- — Портрет художника Любавина Ю. М., х.м. 100х80, 1997
- — Гурзуфский мотив, х.м.. 90х110, 1999
- — Оля, портрет дочери, х.м. 80х60, 2000
- — Портрет народного артиста Украины Калабухин А. В., х.м. 115х80, 2000
- — Портрет народной артистки Украины Яценко И. Д., х.м.. 100х90, 2000
- — Натюрморт с яблоками, х.м. 100х80, 2001
- — Портрет народного художника Украины Константинопольського. А. М., х.м.. 110х130, 2003
- — Красный натюрморт, х.м. 95х75, 2003
- — Портрет художника Кузьменко А. Ф., х.м.. 95х75, 2004
- — Бриллиант шейха, х.м. 173х76, 2004
- — В раздумьях (Портрет Кузьменко А. Ф.), х.м. 90х100, 2005
- — Портрет художника письменного С. И., х.м.130х110, 2005
- — Девушка с ирисами, х.м. 100х80, 2005
- — Портрет Инги Долгановой, х.м. 90х80, 2006
- — Воспоминания о лете, х.м.. 95х75, 2006
- — Душистая сирень, х.м. 100х80, 2008
- — Портрет академика НАИУ Даниленко В. Я., х.м.75х95, 2008
- — Никитский розарий, х.м. 75х95 2009
- — Портрет Народного художника Украины Хмельницкого А. А., х.м.. 110х80, 2010
- — Портрет народного художника Украины Константинопольського. А. М., х.м. 95х135, 2010
- — Портрет философа (Пазынич С. М.), х.м. 90х75 2011
- — Харьковская Кармен, х.м. 140х100, 2011
- — Парад хризантем, х.м. 70х90 2011
- — Благодатная осень, х.м. 90х110 2013
- — Дыхание весны, х.м. 110х80, 2014
- — Праздничный натюрморт, х.м. 70х90, 2015
- — Осеннее утро в Святогориьи, х.м. 100х120, 2015
- — Цветущий май, х.м.. 120х100, 2016
- — Артемка, х.м. 80х100, 2017
- — Маленький спортсмен, х.м. 90х70, 2017